# Utricularia reniformis
Utricularia reniformis är en tätörtsväxtart som beskrevs av A. St. Hil.. Utricularia reniformis ingår i släktet bläddror, och familjen tätörtsväxter. Inga underarter finns listade i Catalogue of Life.

## Bildgalleri

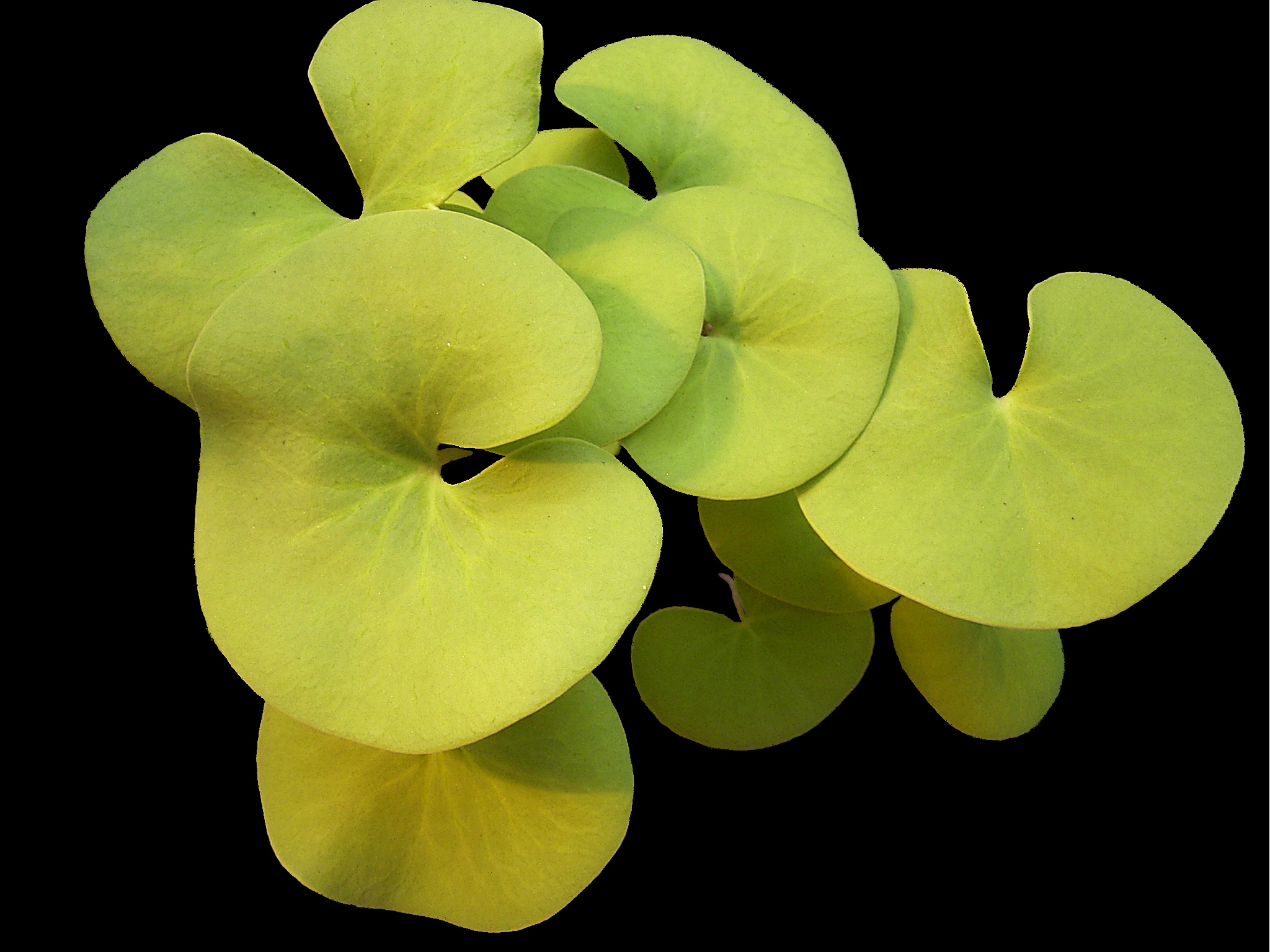
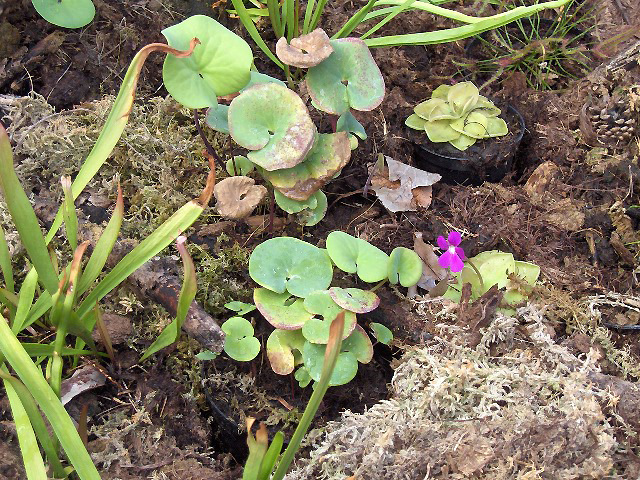
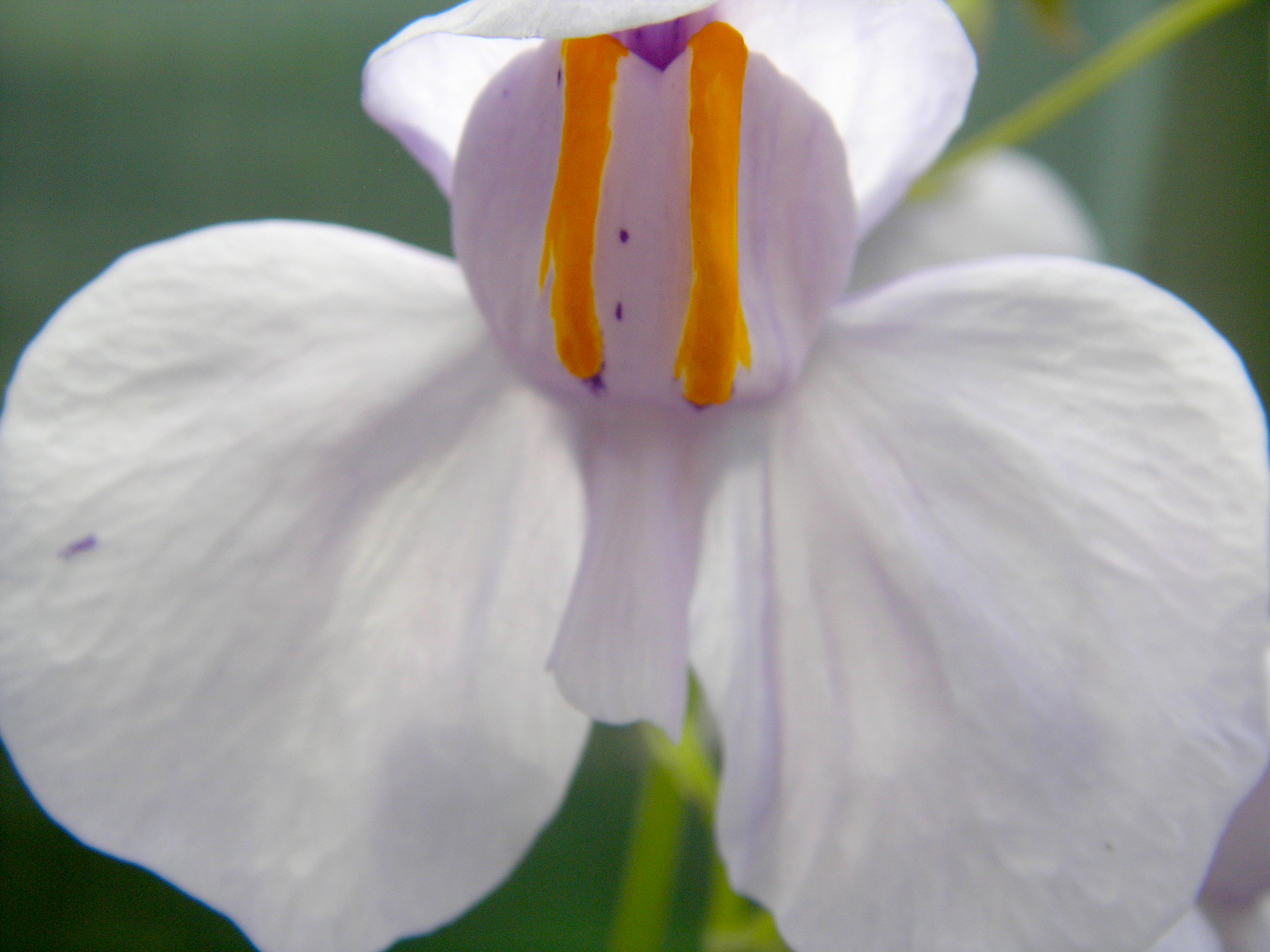
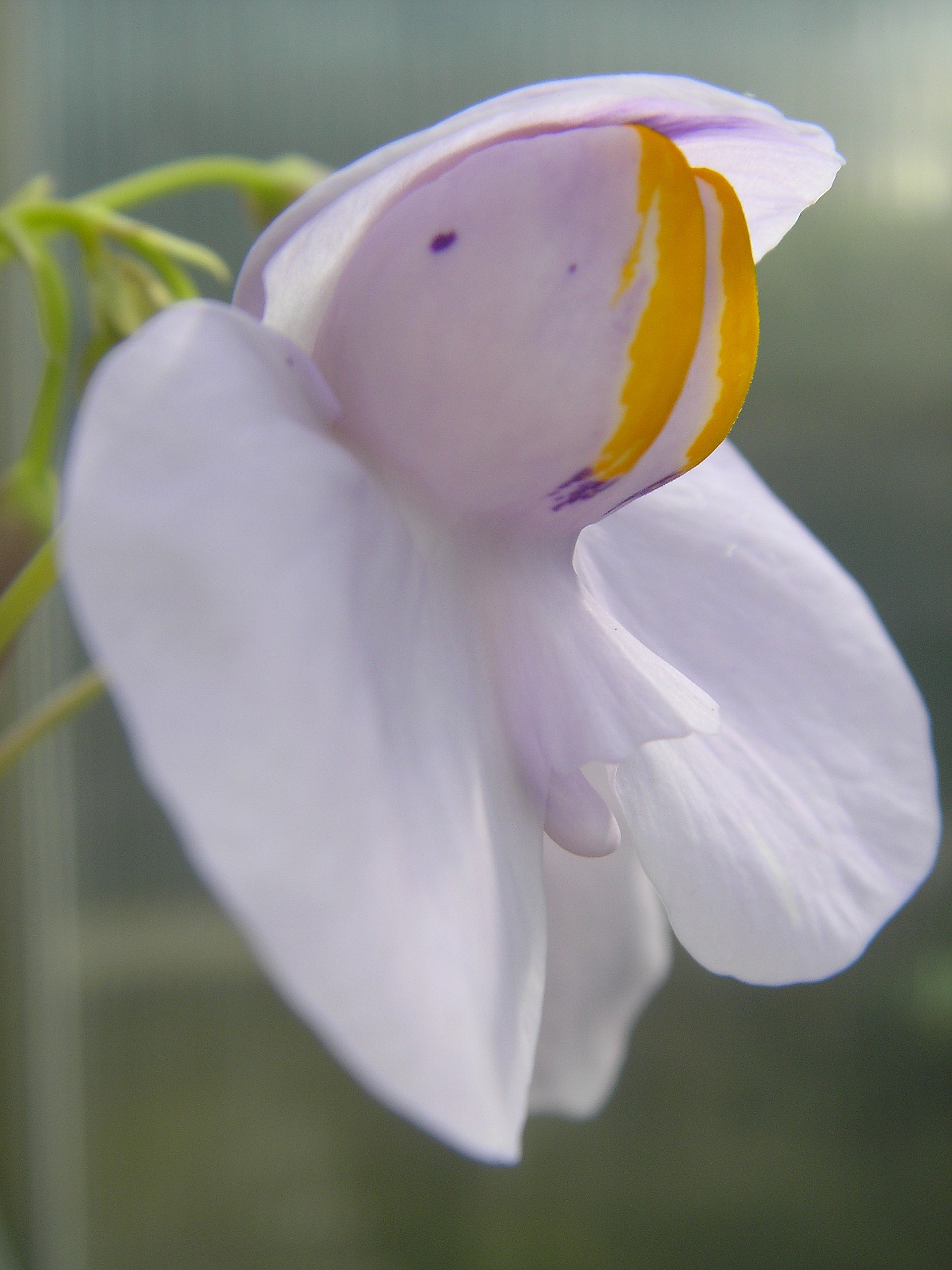
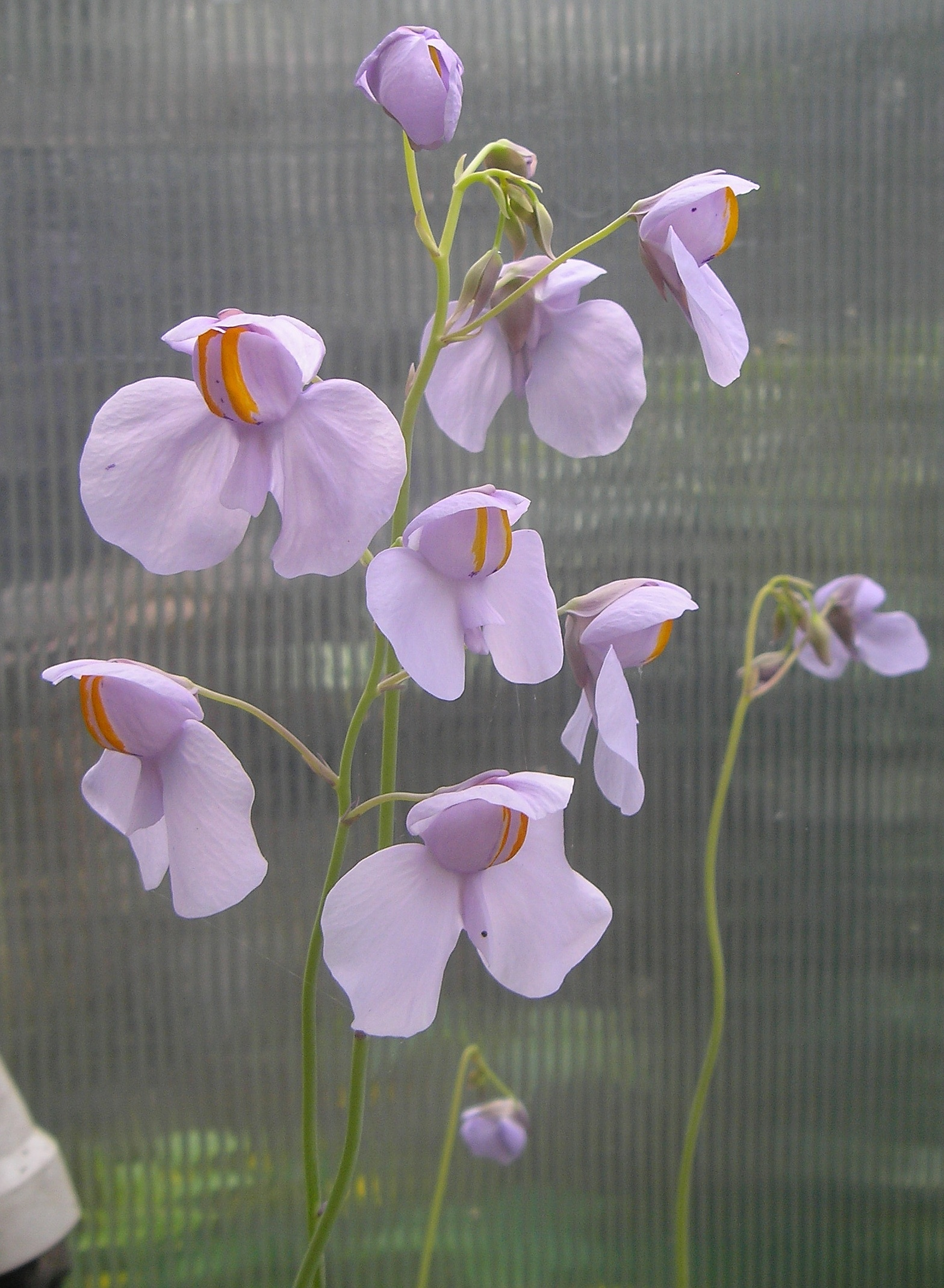
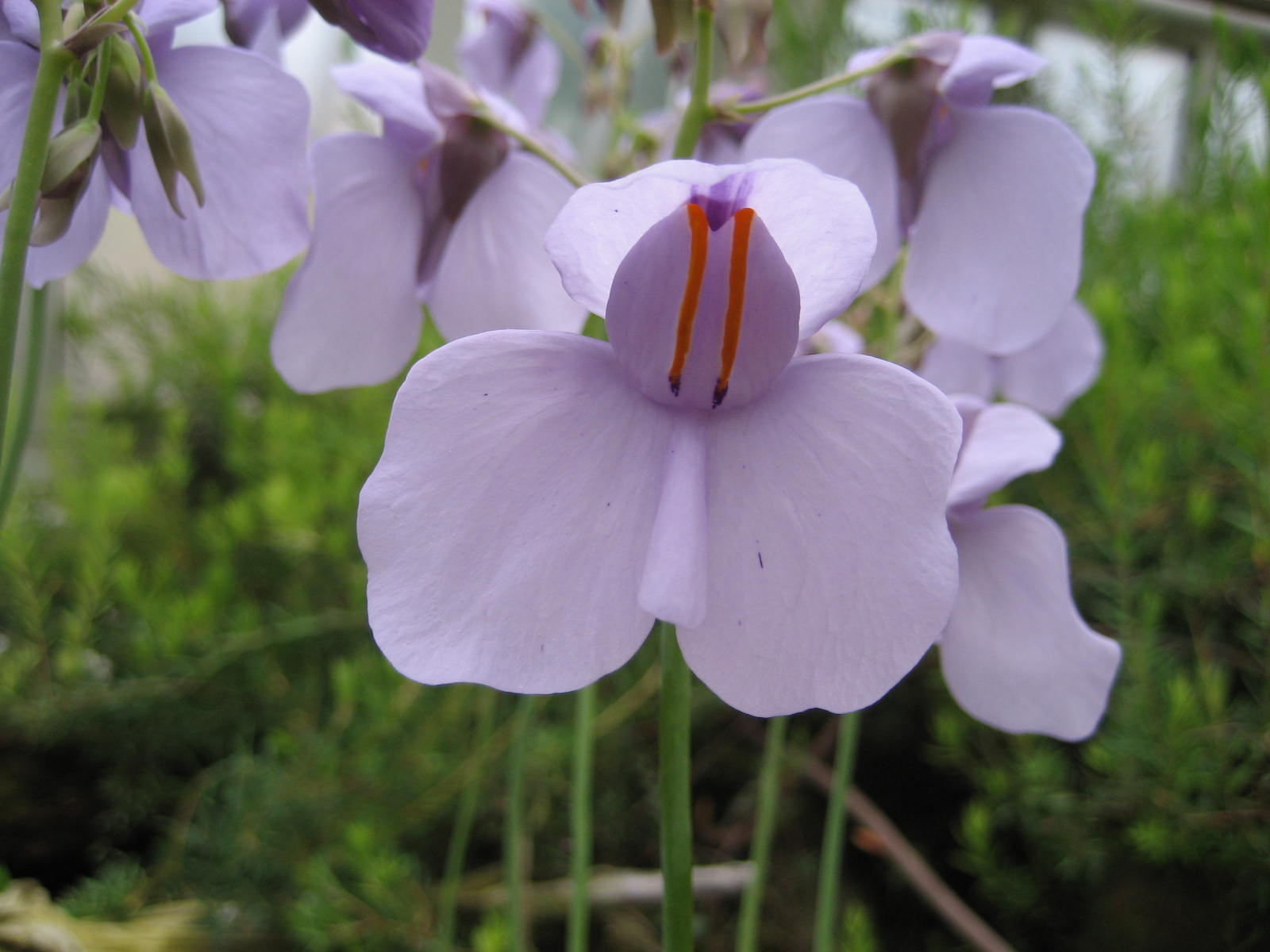